# Logia Caballeros Orientales
La Logia "Caballeros Orientales" o el Orden de "Los Caballeros Orientales" es una logia masónica independentista fundada en Montevideo, fundada probablemente en 1819. La finalidad de la fundación de esta logia fue medrar en las pretensiones lusitano-brasileñas sobre la Banda Oriental. Inicialmente fue bautizada "Caballeros Racionales", como era costumbre entre este tipo de logias de cuño independentista, a imitación de la fundada inicialmente en Cádiz por el venezolano Francisco de Miranda, y en la que se había iniciado Carlos María de Alvear.
Entre sus fundadores se contaban Francisco Solano Antuña, Juan Benito Blanco, Cristóbal Echevarriarza, Antonio F. Díaz, Francisco Lecocq y Pablo Zufriategui. Esta orden dependía de la Logia "Lautaro" de Montevideo fundada en 1818 por Carlos de Alvear junto a 6 otros exiliados (Juan Larrea, Santiago Vázquez, Manuel Álvarez, Francisco Dionisio Martínez, Juan Zufriategui y Ventura Vázquez) del nuevo gobierno de Buenos Aires y en oposición a la Logia "Lautaro" refundida por José de San Martín y Juan Martín de Pueryrredón.
Claps sostiene que no fue una logia masónica sino más bien una sociedad paramasónica, ya que solo 22 de los 42 miembros figuran en los registros de la francmasonería.

## Actuación independentista

Bandera de los Treinta y Tres Orientales.

De 1817 a 1822 durante la ocupación portuguesa y luego imperial brasileña, se fundan las logias pro brasileñas "Los Aristócratas" e "Imperial" en la "Provincia Cisplatina" (nombre con que se conoció a la Banda Oriental durante su época de anexión a Portugal y Brasil) como forma de contrarrestar la influencia de las logias independentistas fundadas ya en 1816 "Los Independentistas" y "Caballeros Racionales", que cambia su nombre finalmente por el de "Caballeros Orientales" en 1822, siendo de capital importancia para la "Cruzada Libertadora" de los 33 Orientales en 1825. De esto existen registros documentales en la masonería uruguaya.
En su momento de apogeo, la logia Caballeros Orientales llegó a contar con más de 300 miembros y el esquema organizativo de la misma se daba en la estructura de 33 grados del Rito Escocés Antiguo y Aceptado, en atención a la jerarquía y a la función de cada uno de sus integrantes.
Celebraban sus reuniones secretas en el bar "Los Patriotas" ubicado en lo que actualmente se conoce en Montevideo como "Ciudad Vieja".
Tenían una hoja periódica en que publicaban sus ideas, titulada El Pampero, que se imprimió a veces en Buenos Aires.

## La logia "Constante Amistad"
El 28 de febrero de 1830, los integrantes de las logias "Los Independentistas" y "Caballeros Orientales" fundan la logia en instancia "Tolerancia", obteniendo su regularización de la Gran Logia de Filadelfia el 2 de mayo de 1831 con el nombre de "Constante Amistad".

## Caballeros Orientales, segunda época
En el siglo XX, esta logia vio nuevamente la luz dentro de la Gran Logia de la Masonería del Uruguay, cobrando nuevos ímpetus en ese nuevo siglo de cambios.